# Michaël van Tver
Michaël Jaroslavitsj van Tver (circa 1271 - Saraj, 22 november 1318) was van 1285 tot aan zijn dood vorst van Tver en van 1304 tot aan zijn dood grootvorst van Vladimir. Hij behoorde tot het huis Rurik en werd heilig verklaard door de Russisch-orthodoxe kerk.

## Levensloop

### Familie en troonsbestijging
Michaël was de tweede zoon van grootvorst Jaroslav III van Vladimir, een jongere broer van Alexander Nevski, uit diens huwelijk met Xenia, dochter van prins Joeri Michailovitsj van Tarusa.
Na de dood van zijn oudere broer Jaroslav werd hij in 1285 vorst van Tver en na de dood van zijn neef Andrej van Gorodets werd hij in 1304 grootvorst van Vladimir, volgens een roterend systeem van collectieve erfopvolging dat sinds het bewind van Jaroslav de Wijze werd toegepast. Hij werd in deze laatste functie bevestigd door Toqta, de Khan van de Gouden Horde.

### Problemen als grootvorst en rivaliteit met Moskou
Hoewel hij veilig op de troon leek te zitten, als legitieme vorst die erkend werd door de Khan in Saraj, leed Michaël een reeks tegenslagen die ertoe leidden dat hij de titel van grootvorst verloor. Hij werd, zoals de meeste grootvorsten van Vladimir, in 1309 erkend als grootvorst van Novgorod, maar vocht een conflict uit met de stad, hetgeen ervoor zorgde dat hij zijn luitenants in 1312 terugtrok en de graantoevoer naar Novgorod afsneed.
Michaël van Tver had aanvankelijk goede contacten met Toqta Khan en diens opvolger Uzbeg Khan. Toen deze laatste in 1313 de leider van de Gouden Horde werd, trok hij naar Saraj om er Uzbeq te huldigen, waar hij tot 1315 bleef. In deze periode verloor hij in Rusland invloed ten voordele van grootvorst Joeri van Moskou, die zijn positie in Novgorod versterkte terwijl Michaël in Sarai was. Uiteindelijk slaagde Michaël er in 1316 met Mongoolse steun in om Novgorod te veroveren, maar het jaar nadien gaf Uzbeg Khan de titel van grootvorst van Vladimir aan Joeri van Moskou, die met Uzbegs zus was getrouwd. 
Nadat Joeri tot grootvorst van Vladimir was benoemd, zond Uzbeg troepen die, onder leiding van de Mongoolse generaal Kavgadii, Joeri moesten bijstaan in de strijd tegen Michaël van Tver. Op 22 december 1317 versloeg Michaël Joeri in het dorp Bortenevo, op ongeveer veertig kilometer van Tver, en nam hij diens echtgenote, de zus van de Khan, gevangen. Toen die in gevangenschap overleed, werd Michaël beschouwd als de verantwoordelijke voor haar dood. De door hem vrijgelaten generaal Kavgadii, die inmiddels was teruggekeerd naar Saraj, beschuldigde Michaël ervan de zus van de Khan te hebben vermoord en oorlog te hebben gevoerd tegen zijn Mongoolse leenheer. Als gevolg werd Michaël bij de Khan gesommeerd en op 22 november 1318 door middel van onthoofding ter dood gebracht.

### Michaël en de kerk
Michaël van Tver had een vijandige relatie met de Russische kerk, zeker met metropoliet Peter van Moskou. Toen metropoliet Maksim in 1305 overleed, had Michaël iemand anders benoemd tot metropoliet van Moskou, maar werd Peter niettemin door de patriarch van Constantinopel gewijd. Peter stond aan de zijde van het grootvorstendom Moskou en verzette zich bij verschillende gelegenheden tegen Michaël. In 1309 benoemde de metropoliet ene David tot aartsbisschop van Novgorod, die er in belangrijke mate voor zorgde dat Michaël en zijn troepen in 1312 de stad verlieten. In 1314 riep de stad Novgorod op om Joeri van Moskou tot grootvorst te benoemen en Michaël van Tver af te zetten. Onder andere het gebrek aan steun van de kerk leidde ertoe dat Michaël in 1317 werd afgezet als grootvorst van Vladimir. Hoewel hij tijdens zijn leven vijandig stond tegenover de Russisch-orthodoxe kerk, werd Michaël later door diezelfde kerk heilig verklaard. De redenen daarvoor waren de vroomheid die had getoond tijdens zijn proces voor de Khan, waarvan hij wist dat het tot zijn dood zou leiden, en omdat zijn relieken onvergankelijk bleken.

## Huwelijk en nakomelingen
In 1294 huwde Michaël met Anna van Rostov (1280-1368), dochter van prins Dimitri van Rostov. Ze kregen vijf kinderen:
- Dimitri (1299-1326), grootvorst van Tver en Vladimir
- Alexander (1301-1339), grootvorst van Tver en Vladimir
- Constantijn (1306-1346)
- Vasili (overleden na 1368), prins van Kashin
- Feodora